# Dodona
Dodona là một đền thờ ở Epirus Tây Bắc Hy Lạp, là một đền thờ dành cho một nữ thần mẹ được xác định tại địa điểm khác với Rhea hoặc Gaia, nhưng ở đây gọi là Dione được tham gia và thay thế một phần trong những thời điểm lịch sử của Hy Lạp của thần Zeus.
Đền thờ Dodona, vợ của thần Zeus không phải là Hera mà là nữ thần Dione - Dione là tên dạng giống cái của "Zeus". Vị trí của nữ thần là một nữ thần khổng lồ Titan cho thấy nữ thần Dione là một vị thần rất nhiều quyền năng thời tiền Hy Lạp và nguyên thủy khu đền thờ này được dùng để thờ bà.
Đền thờ Dodona được coi là đền thờ lâu đời nhất của Hy Lạp, có niên đại thiên niên kỷ thứ hai trước Công Nguyên theo Herodotus. Nằm trong một khu vực sâu, cách xa từ poleis chính Hy Lạp, nó được coi là chỉ đứng thứ hai sau đền thờ Delphi về uy tín. 
Sự sùng bái thần Zeus tại Dodona thuộc Epirus, nơi có những bằng chứng cho thấy sự hiện diện của các hoạt động tôn giáo ở đây từ thiên niên kỷ thứ 2 Công nguyên, tập trung xung quanh một cay sồi thiêng. Khi thiên sử thi Odyssey được sáng tác (vào khoảng năm 750 TCN), nơi đây đã có những lời tiên tri của các nhà tu chân đất được gọi là Selloi là những người nằm trên mặt đất và quan sát những chuyển động rì rào của là và cành cây sồi (Odyssey 14.326-7). Khoảng thời gian mà Herodotus viết về Dodona, các nữ tu gọi là peleiades ("sứ giả của hòa bình") đã thay thế các nhà tu Selloi.